# Anglo-Ägyptischer Vertrag
Der Anglo-Ägyptische Vertrag von 1936 (englisch offiziell The Treaty of Alliance Between His Majesty, in Respect of the United Kingdom, and His Majesty, the King of Egypt, arabisch المعاهدة البريطانية المصرية لعام 1936) war ein militärischer Bündnisvertrag zwischen dem Königreich Ägypten mit dem Sudan und Großbritannien.

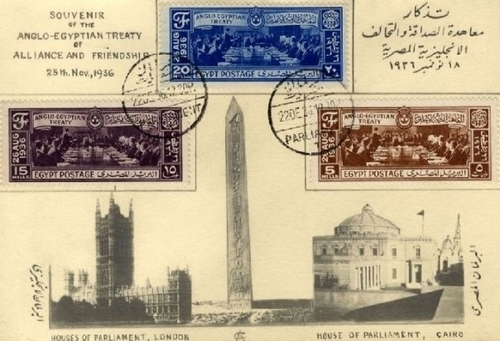
Postkarte mit Briefmarken anlässlich der Unterzeichnung des Anglo-Ägyptischen Vertrags, 1936

Gemäß den Vertragsbedingungen musste Großbritannien seine seit der Unabhängigkeit Ägyptens 1922 bestehenden Sonderrechte aufgeben. Seine noch in Ägypten stationierten Truppen sollten auf die Sueskanalzone zurückgezogen und ihre Anzahl auf 10.000 Soldaten begrenzt werden. Zusätzlich war es verpflichtet, beim Aufbau der ägyptischen Streitkräfte, welche jetzt unter dem vollständigen Oberbefehl des ägyptisch-sudanesischen Königs standen, zu helfen und diese im Falle eines Krieges zu unterstützen. Der Vertrag, der die Deklaration der Unabhängigkeit Ägyptens von 1922 ablöste, sollte 20 Jahre gültig sein und trat am 22. Dezember des gleichen Jahres in Kraft.

## Hintergrund
Im November 1918 bildeten sieben prominente Ägypter aus Adel und Großbürgertum eine Delegation, welche auf der Pariser Friedenskonferenz 1919 die Unabhängigkeit des Sultanats Ägypten, welches seit seiner Errichtung 1914 ein britisches Protektorat war, verhandeln sollte. Nachdem die Briten allerdings eine Ausreisesperre verhängten, brach eine Revolution aus. Als Ergebnis durfte die Delegation zur Konferenz reisen und es fanden ägyptisch-britische Verhandlungen über die ägyptische Unabhängigkeit statt. Am 22. Februar 1922 entließ Großbritannien Ägypten als eines der ersten afrikanischen und asiatischen Länder in die staatliche Unabhängigkeit und löste es damit aus dem britischen Weltreich. Die ehemalige Kolonialmacht sicherte sich aber einige Reservatrechte, welche die Unabhängigkeit einschränkten. Die ägyptische politische Elite um den ägyptisch-sudanesischen König Fu'ād I. begann aber trotzdem schnell mit dem Aufbau eines modernen Staatswesens. 1922 wurde Ägypten Königreich, 1923 wurde eine fortschrittliche und liberale Verfassung erlassen und im Januar 1924 fand die erste Parlamentswahl statt. Die neue Unabhängigkeit wurde aber durch mehrere Krisen erschüttert (1924 britisch-ägyptische Krise über den Status des Sudan, 1928 Staatskrise in Ägypten) und blieb durch den regelmäßigen Gebrauch der britischen Sonderrechte eingeschränkt. Die Diktatur von Ismail Sidqi Pascha und die anschließende Königsdiktatur Fu'āds führten schließlich zum faktischen Zusammenbruch des Status quo. Proteste und Demonstrationen der Bevölkerung zwangen Fu'āds Sohn und Nachfolger Faruq demokratischer zu regieren und im Mai 1936 Wahlen zuzulassen, welche von der Wafd-Partei unter Mustafa an-Nahhas Pascha gewonnen wurden. Mustafa an-Nahhas nahm angesichts der Gefahr einer italienischen Invasion (Abessinienkrieg), den starken Rivalitäten mit Italien um die politische und wirtschaftliche Vormachtstellung in Libyen und Demonstrationen der Bevölkerung für die volle Unabhängigkeit wieder Gespräche mit den Briten auf, welche 1930 erfolglos abgebrochen worden waren. Die königlich ägyptische Regierung forderte die vollständige Unabhängigkeit, die Anerkennung der ägyptischen Ansprüche im Sudan und das Recht eine eigenständige Außen- und Militärpolitik zu betreiben. Aufgrund der Spannungen in Europa sah sich Großbritannien unter Zugzwang und stimmte den ägyptischen Forderungen zu. Im August 1936 wurden die Verhandlungen abgeschlossen.

## Inhalt

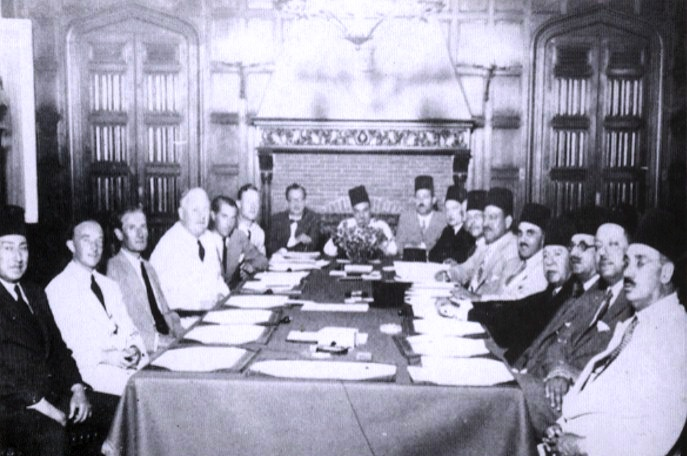
Die beiden verhandelnden Delegationen im Antoniadis-Palast im August 1936

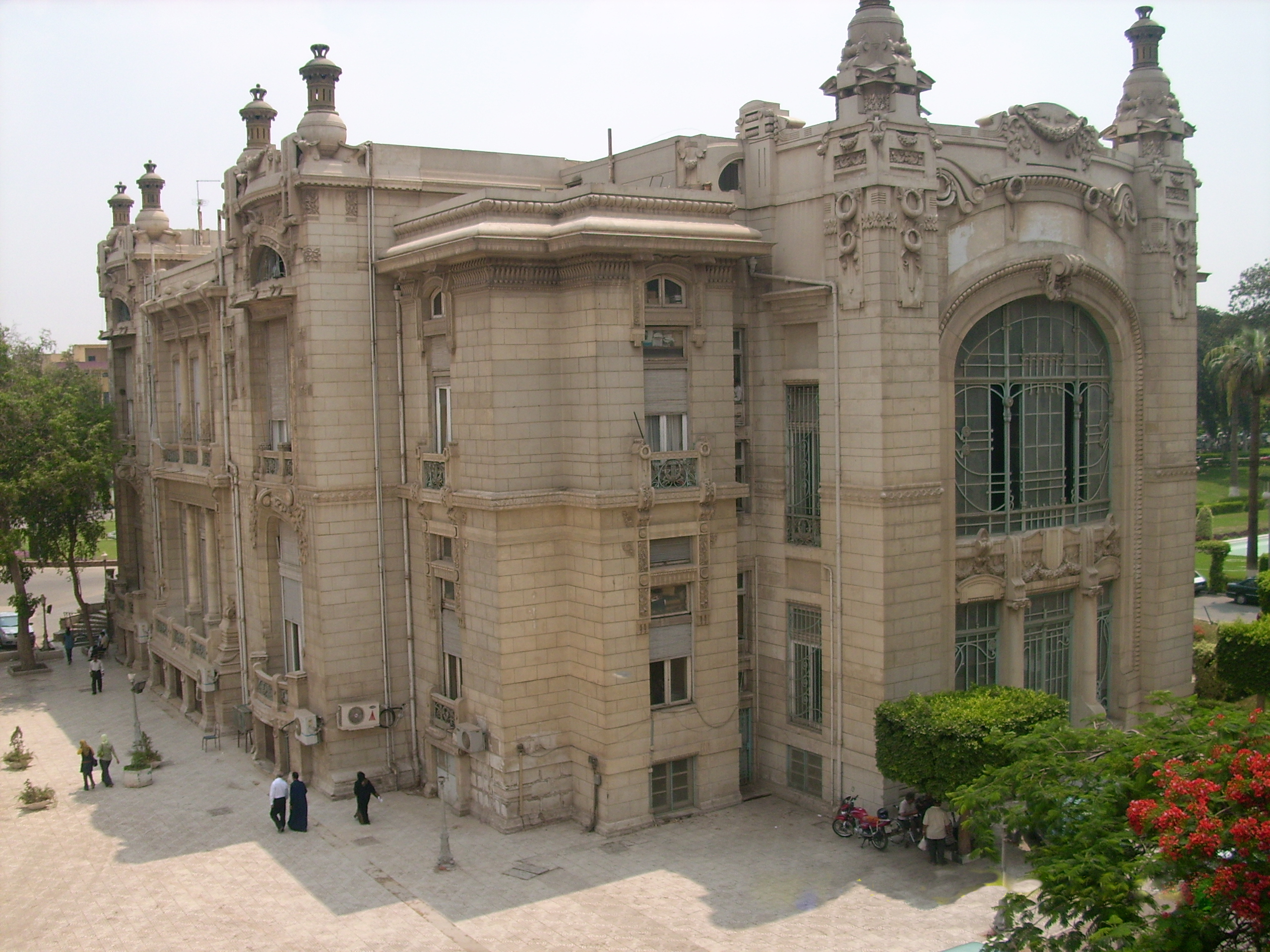
Der Zaafarana-Palast in Kairo als Ort der Unterzeichnung des Vertrages

Der Vertrag wurde am 26. August 1936 unterzeichnet und am 22. Dezember 1936 ratifiziert, woraufhin er in Kraft trat.
Der Vertrag schrieb folgende Punkte vor:
- Die britische Truppenpräsenz in Ägypten wird auf die Grenzgebiete, den Sudan und die Sueskanalzone beschränkt. Es gab dabei detaillierte Bedingungen für Orte, an denen Bodentruppen, Luft- und Seestreitkräfte stationiert werden konnten.
- Ägypten wird (erneut) als souveräner unabhängiger Staat anerkannt. Botschafter sollen ausgetauscht und Ägyptens Beitritt zum Völkerbund ermöglicht werden.
- Eine militärische Allianz zwischen den beiden Ländern wird gebildet, die sich auf die gegenseitige Unterstützung im Krieg beschränken sollte. Dazu gehört die Nutzung der ägyptischen Infrastruktur, wie Häfen und Eisenbahn.
- Der Sueskanal wird als integraler Teil von Ägypten anerkannt.
- Die ägyptische Armee wird dem Oberbefehl des Königs von Ägypten und des Sudan unterstellt und zur Garantin der ägyptischen Landesverteidigung erklärt.
- Großbritannien erhält das Recht, in Friedenszeiten 10.000 Soldaten und 400 Piloten mit Hilfspersonal in der Sueskanalzone zu stationieren. Die Zahlen können in Kriegszeiten zunehmen.
- Im Sudan werden die ägyptischen Souveränitätsrechte gestärkt und jederzeit Neuverhandlungen des  Kondominiumstatus ermöglicht.
- Ägypten erhält das Recht, die seit der Osmanenherrschaft bestehenden Kapitulationen (Vorrechte der Ausländer in Justiz- und Finanzräumen) abzuschaffen.
- Alle bestehenden Abkommen, die mit diesem Vertrag unvereinbar sind, werden aufgehoben.
- Nach zehn Jahren kann der Vertrag auf Antrag beider Parteien revidiert werden.
- Nach fünfundzwanzig Jahren kann der Vertrag auf Antrag einer der beiden Parteien revidiert werden.
- Jede Revision muss von beiden Seiten und vom Völkerbund akzeptiert werden.
- Die britischen Streitkräfte genießen Immunität vor Zivil- oder Strafverfahren durch ägyptische Gerichte in Bezug auf Handlungen, die als Teil ihrer Pflicht erachtet werden.
- Die britischen Militärbasen auf ägyptischen Territorium sind unantastbar.
- Die britischen Truppen genießen Bewegungsfreiheit zwischen ihren Lagern und Zugangspunkten nach Ägypten.
- Die britischen Truppen genießen uneingeschränkte Kommunikationsrechte.
- Die britischen Truppen haben das Recht, elektrische Energie zu erzeugen und zu verteilen.
- Die britischen Truppen haben das Recht, Nachrichten, einschließlich Telegramme, über die ägyptischen Kommunikationssysteme zu senden.
- Die britischen Truppen haben das Recht, das ägyptische Schienen- und Kommunikationssystem zu den dann gültigen Preisen zu benutzen.
- Die britischen Truppen haben das Recht, erst acht Jahre nach dem Inkrafttreten des Vertrags Alexandria zu verlassen.
- Die britischen Luftstreitkräfte haben das Recht, den ägyptischen Luftraum zu nutzen und Flugzeuge der königlich ägyptischen Luftwaffe zu nutzen.
- Im Falle eines Krieges, ist die ägyptische Regierung dazu verpflichtet, alle Einrichtungen den britischen Streitkräfte zur Verfügung zu stellen.
- Die ägyptische Regierung darf Verträge mit dem Ausland abschließen.

Der Vertrag wurde im Zaafarana-Palast in Kairo von zwei Delegationen unterzeichnet: Anthony Eden, Ramsay MacDonald für Großbritannien und Mustafa an-Nahhas Pascha, Ali Maher Pascha, Mohamed Mahmoud Khalil und Wasef Boutros Ghali Pascha für Ägypten. Die Ratifikationen wurden in Kairo aber nur von Eden und an-Nahhas unterzeichnet.

## Folgen
Der Vertrag stärkte zwar die ägyptische Unabhängigkeit und die ägyptischen Souveränitätsrechte im Sudan, sicherte aber Großbritanniens Truppenpräsenz in Ägypten. Im Sudan wurde dafür die uneingeschränkte Einwanderung von Ägyptern und die Rückkehr der ägyptischen Truppen, Beamten und Politiker in das Gebiet ermöglicht. Im Jahr 1937 schaffte Ägypten, mit Zustimmung Großbritanniens, die wirtschaftlichen Privilegien der Ausländer ab und trat dem Völkerbund bei. Allerdings hielten sich Großbritannien und Ägypten nicht an einige Punkte des Vertrags. So erklärte Ägypten nach der Kriegserklärung Großbritanniens an Nazi-Deutschland und Italiens Kriegseintritt gegen Großbritannien den Achsenmächten nicht den Krieg, sondern blieb neutral. Großbritannien hielt in Ägypten dafür eine größere Armee, als die vorgeschriebenen 10.000 Soldaten, und intervenierte mehrmals in die inneren Angelegenheiten des Landes. So zwang die britische Regierung während der Regierungskrise von 1942 König Faruq zur Ernennung von Mustafa an-Nahhas Pascha zum Premierminister.
Nach dem Ende des Zweiten Weltkriegs forderte am 23. September 1945 die ägyptische Regierung eine Neuverhandlung des Vertrags, mit dem Ziel die britische Militärpräsenz zu beenden und den Sudan vollständig einzuverleiben.

## Ende des Vertrags

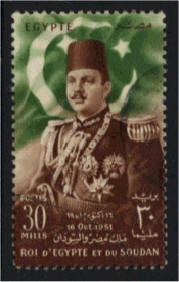
Briefmarke von Faruq nach der Kündigung des Vertrages durch Ägypten. Faruq trägt den Titel König von Ägypten und des Sudan (16. Oktober 1951)

Nachdem die Wafd-Partei in der Parlamentswahl im Januar 1950 einen Sieg verbuchen konnte, kündigte nach erfolglosen Verhandlungen die neue Wafd-Regierung unter Mustafa an-Nahhas Pascha den Vertrag im Oktober 1951 einseitig. Drei Jahre später, nach der Revolution von 1952, schlossen die neue revolutionäre Regierung unter Gamal Abdel Nasser und Muhammad Nagib mit Großbritannien 1954 ein Abkommen, welches den Rückzug der Briten aus der Sueskanalzone bis Juni 1956 festschrieb. Am 26. Juli 1956 verstaatlichte Ägypten den Sueskanal und löste die Sueskrise aus.